# 풍지초
풍지초(風知草, 학명: Hakonechloa macra 하코네클로아 마크라[*])는 벼과의 단형 속인 풍지초속(風知草屬, 학명: Hakonechloa 하코네클로아[*])에 속하는 유일한 종이다. 원산지는 일본이며, 여러 재배품종이 원예 식물로 재배·이용된다.